# Desfiladero de la Hermida
De Desfiladero de la Hermida (kloof van La Hermida) is een kloof in het noorden van Spanje, op de grens van de provincies Asturië en Cantabrië. 
De kloof is 21 kilometer lang en daarmee de langste van Spanje. Ze is gevormd door de benedenloop van de Río Deva, die zich in het kalkplateau van de oostelijke flank van de Picos de Europa heeft ingegraven. Het grootste hoogteverschil tussen de bodem en de omliggende bergen is ongeveer 600 m. 
De kloof ontleent zijn naam aan het plaatsje La Hermida, dat halverwege de kloof ligt.
De smalle N-621, die over de hele lengte langs de bodem van de kloof voert, vormt de enige verbinding tussen de Cantabrische kust en het stadje Potes in de regio Liébana. 